# Basilique de Vierzehnheiligen

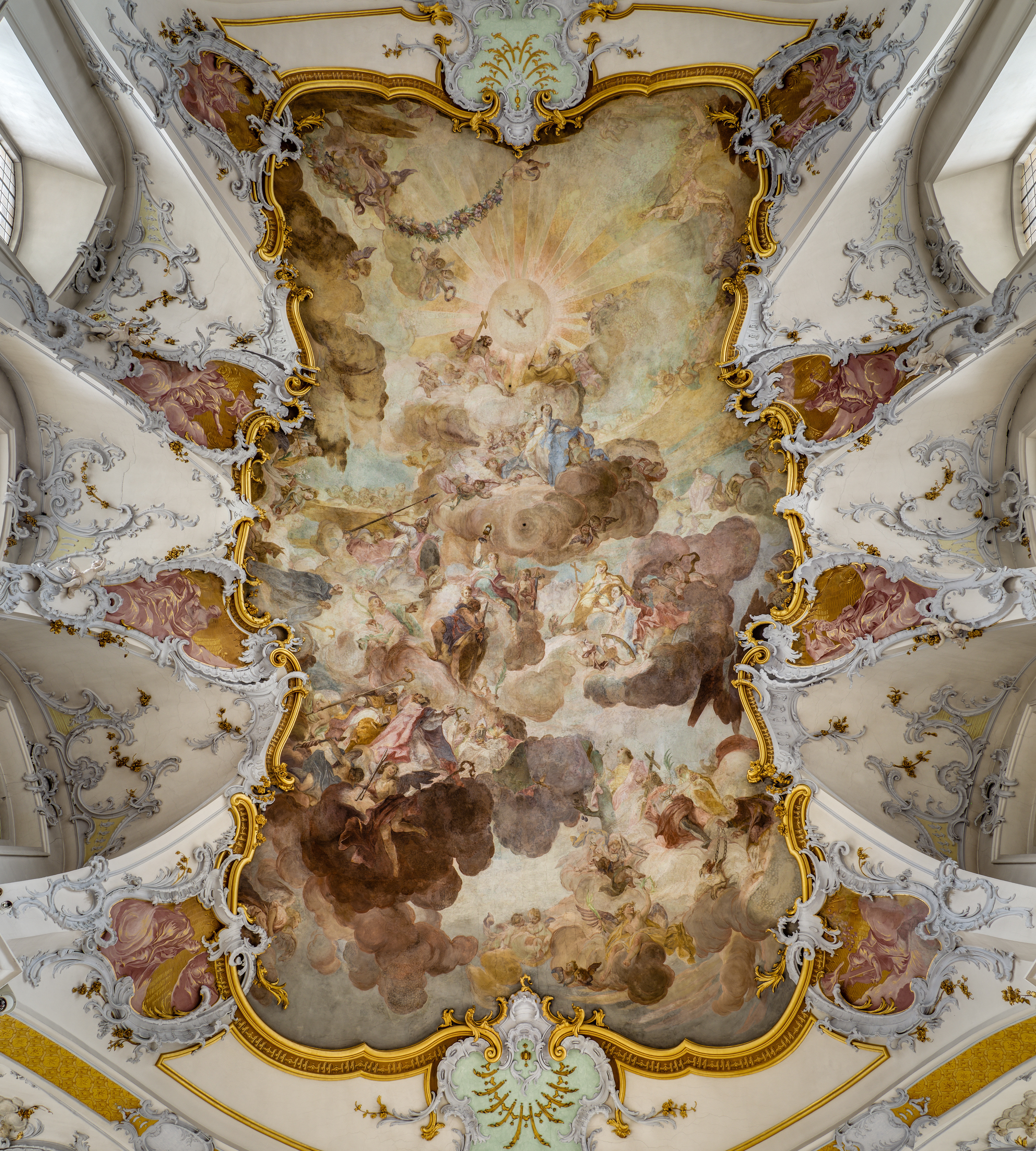
Plafond de la basilique de Vierzehnheiligen, fresque réalisée par Giuseppe Appiani de 1764 à 1769.

Vue plus large du plafond. Photo mars 2019.

La basilique de Vierzehnheiligen près de Bad Staffelstein est une des églises les plus connues en Haute-Franconie, un district d'Allemagne. Construite par Johann Balthasar Neumann elle est consacrée aux quatorze saints intercesseurs (appelés aussi saints auxiliateurs). Elle accueille chaque année un demi-million de visiteurs.

## Histoire du pèlerinage
Le 24 septembre 1445, un jeune berger, Hermann Leicht, vit un enfant pleurer dans un champ appartenant au monastère cistercien de Langheim près de Bamberg. Pendant qu'il se penchait pour le toucher, l'enfant disparut soudainement. Un peu plus tard, l'enfant réapparut au même endroit mais cette fois, deux bougies brûlaient à ses côtés. En juin 1446, le berger vit l'enfant une troisième fois, cette fois portant une croix rouge sur sa poitrine et accompagné de treize enfants. L'enfant dit au berger : « Nous sommes les quatorze intercesseurs et désirons que l'on construise ici une église en notre honneur. Si vous nous servez, nous vous servirons ! » Peu de temps après, le berger vit deux bougies allumées descendre à cet endroit. Bientôt, il y eut des guérisons miraculeuses grâce à l'intercession des quatorze saints.
Les cisterciens installèrent une chapelle à la ferme Frankenthal, ce qui attira immédiatement des pèlerins. Un autel fut consacré en 1448.
Les pèlerinages à Vierzehnheiligen se perpétuent de nos jours entre mai et octobre.

## Histoire de l'église

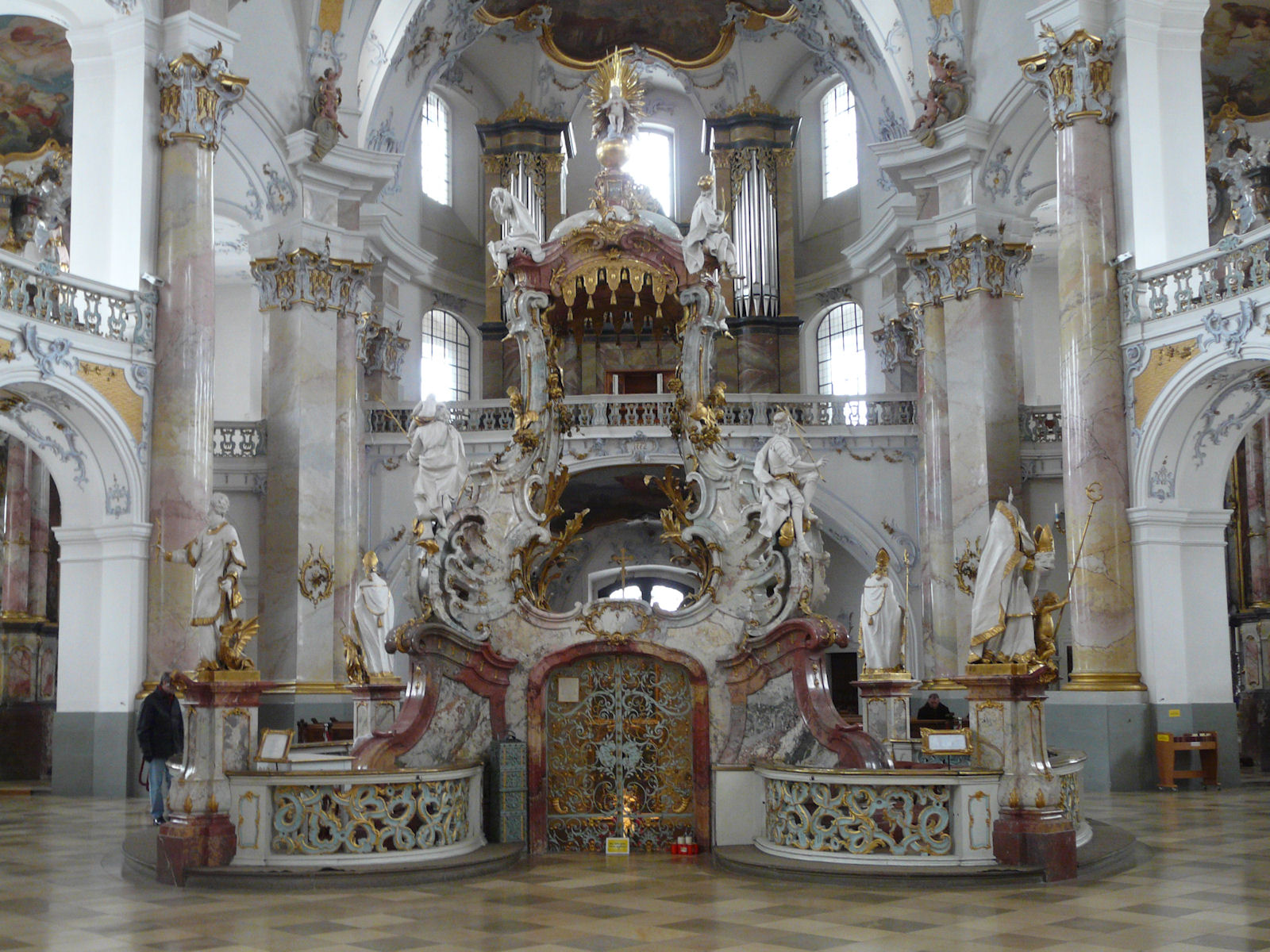
L'autel central vue de face

L'abbé Stefan Moesinger a commandité une basilique à l'architecte Balthasar Neumann qui a conduit la construction de 1743 jusqu'à son décès en 1753. Elle fut achevée en 1772. Le 14 septembre 1772, l'évêque de Bamberg Adam Friedrich von Seinsheim a consacré l'église. Après la sécularisation de 1803, les moines ont dû quitter le monastère. Les pèlerinages ont également été interdits à cette époque. Après un impact de foudre, en 1835, les orgues, la charpente les deux tours ont brûlé. En 1839, le roi Louis Ier de Bavière a rétabli le pèlerinage et fit réparer l'église. En 1897, le pape Léon XIII a élevé Vierzehnheiligen au grade de basilique mineure. Des travaux de restauration ont été menés au cours du XXe siècle.

## L'autel central

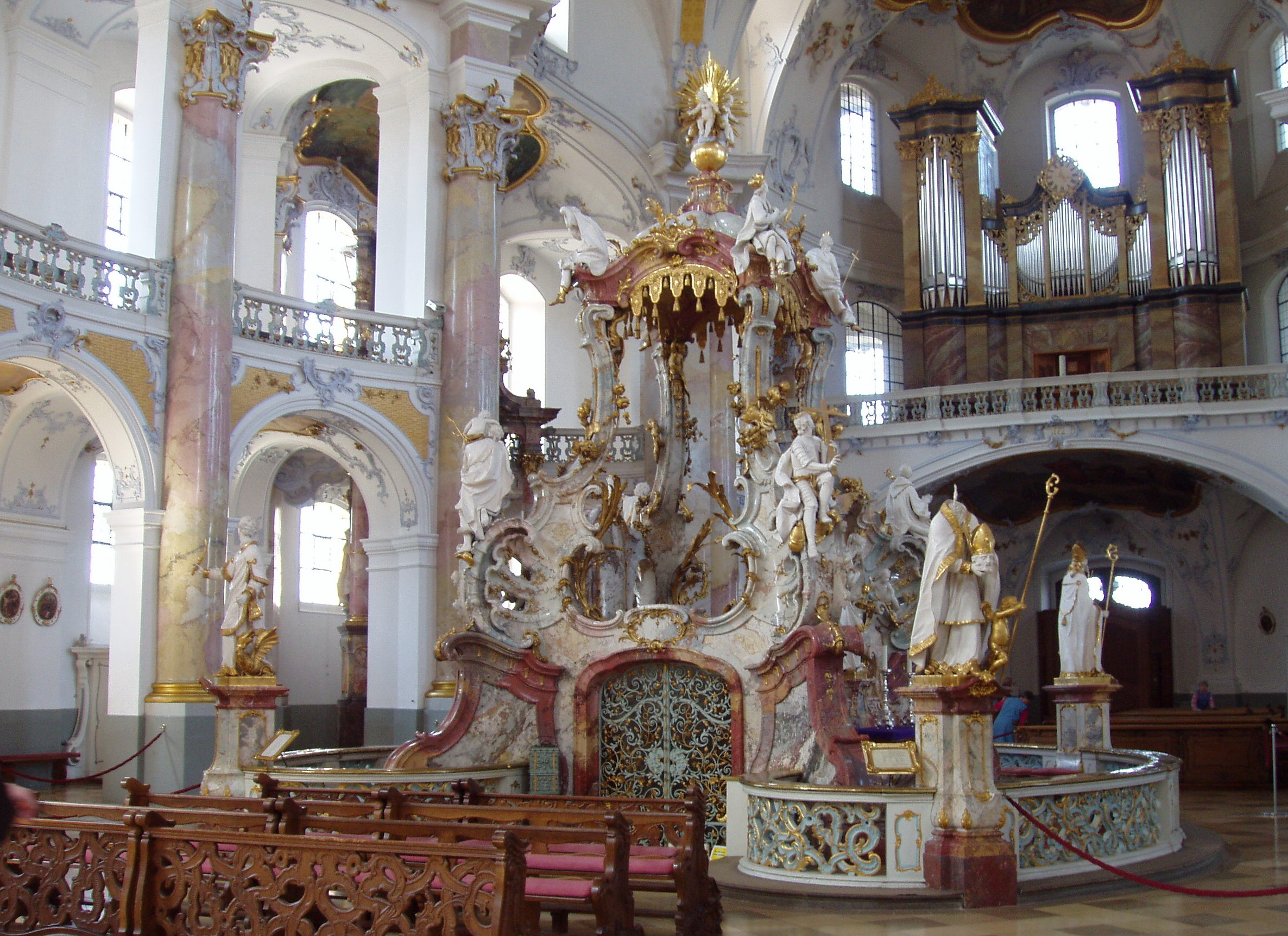
L'autel central

L'autel central, le "Gnadenaltar" ou autel de la Miséricorde, de style rococo en marbre et stuc, avec les statues des quatorze saints auxiliateurs, se trouve à l'endroit même des apparitions du berger Hermann.
Cet autel est l'œuvre de Michael Feichtmayer.
Il est entouré d'un banc de communion en forme de cœur et surmonté d'un baldaquin. Douze saints sont disposés en trois étages. Barbe et Catherine sont dans des chapelles latérales.

## Les orgues
Les grandes orgues ont été reconstruites en 1999 par Rieger Orgelbau. Elles sont dotées de 70 registres répartis sur quatre claviers manuels et pédalier.

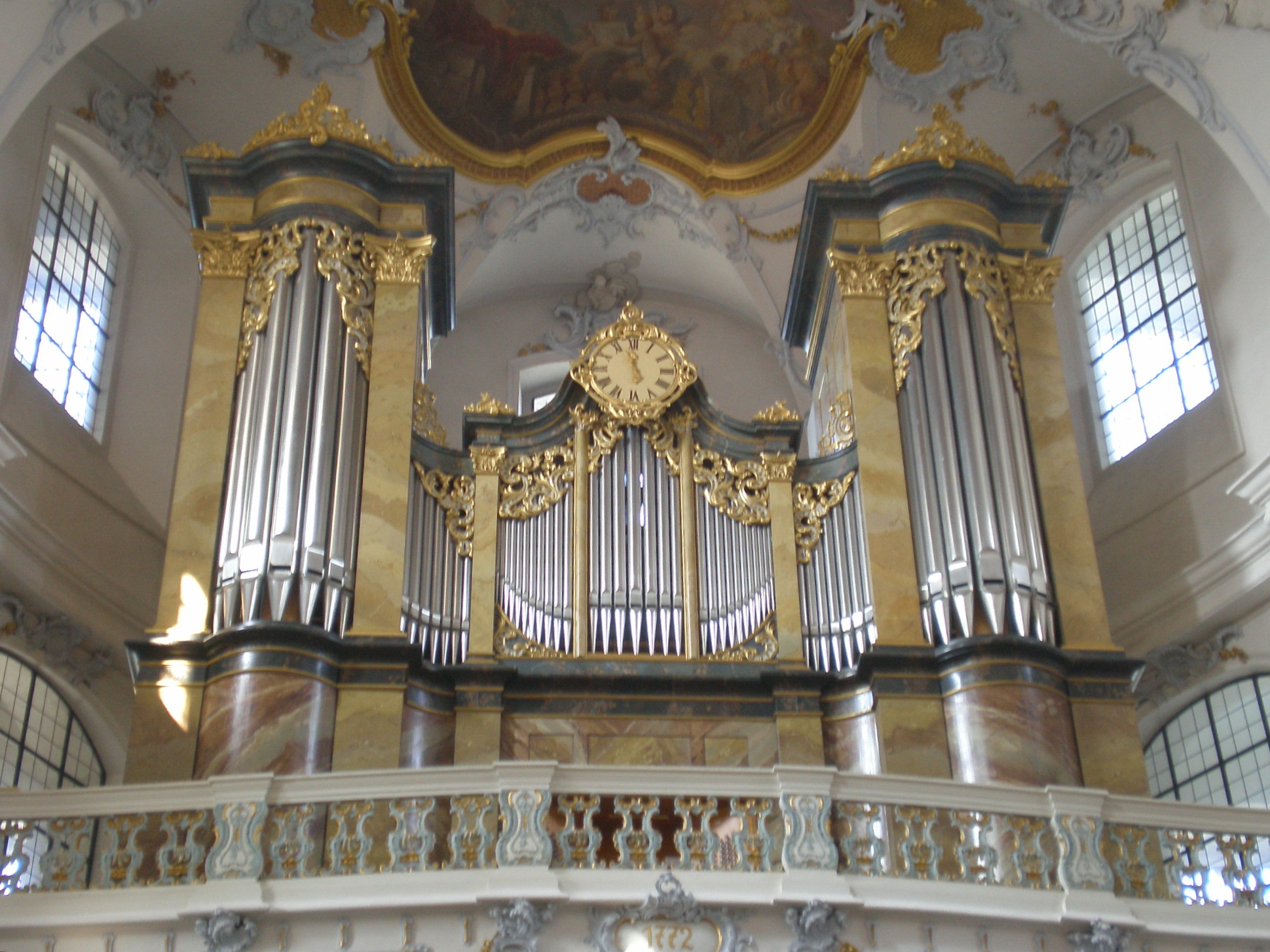